# Dicranodontium schwabei
Dicranodontium schwabei là một loài rêu trong họ Dicranaceae. Loài này được Herzog & Thér. mô tả khoa học đầu tiên năm 1939.